# Ellory Elkayem
Ellory Elkayem (n. 12 august 1970, Christchurch) este un regizor neozeelandez.
A regizat câteva filme de groază cu buget redus cum ar fi Return of the Living Dead: Necropolis, Return of the Living Dead: Rave from the Grave sau filmul de comedie Without a Paddle: Nature's Calling.

## Legături externe
- Ellory Elkayem la Internet Movie Database
- 2007 Audio Interview on the Your Video Store Shelf Podcast